# Бойкот советского правительства госслужащими
Бойкот Советского правительства госслужащими — всеобщий бойкот (в советской историографии — «контрреволюционный саботаж») новой власти старыми госслужащими немедленно после Октябрьской революции 1917 года.
Сразу же после прихода большевиков к власти им пришлось столкнуться с всеобщим бойкотом (в советской историографии — «саботажем») госслужащих. Их действия группировались вокруг Комитета спасения Родины и Революции, 28 октября 1917 потребовавшего от большевиков отказаться от власти, и Петроградского союза госслужащих, 29 октября призвавшего госслужащих к всеобщей забастовке.
Вновь назначенным наркомам, в том числе наркоминделу Троцкому и наркомтруда Шляпникову, пришлось столкнуться с тем, что аппарат соответствующих старых министерств полностью прекратил работу. Так, служащие старого министерства иностранных дел после появления Троцкого разошлись по домам «с тем, чтобы при Троцком в министерство более не возвращаться», причём некоторые служащие назвали Троцкого «немцем».
До шестисот служащих МИД после появления в министерстве наркоминдела Троцкого подали ему заявления об отставке, ряд чиновников заперся в кабинетах. Троцкий Л. Д. приказывает взломать кабинеты, после отказа служащих выдать ключи от архива большевики взламывают и архив, причём после этого выясняется, что товарищ (заместитель) министра иностранных дел Нератов скрылся в неизвестном направлении, унеся оригиналы тайных договоров царского правительства. В течение ноября Нератов возвращается в министерство, после чего Троцкий немедленно начинает публиковать тайные договоры.
Сам Троцкий в своих воспоминаниях так описывает эти события:

Насчёт Наркоминдела я бы хотел вспомнить т. Маркина, который организовал, до некоторой степени, Наркоминдел; т. Маркин был матросом Балтийского флота и состоял членом ЦИК второго созыва… Маркин был, кажется, рабочим или крестьянином. Человек очень умный, с большой волей, но писал с ошибками. Всякие документы, написанные им, написаны довольно-таки неправильно. Потом он командовал на Волге нашей военной флотилией и там погиб….
Когда я один раз приехал, причём это было не в первый день, а дней через 5—7 после взятия нами власти, то мне сказали, что никого здесь нет. Какой-то князь Татищев сказал, что служащих нет, не явились на работу. Я потребовал собрать тех, которые явились, и оказалось потом, что явилось колоссальное количество… В 2—3 словах я объяснил, в чём дело, что дело более или менее невозвратное, и кто желает добросовестно служить, тот останется на службе. Но я ушёл несолоно хлебавши. После этого Маркин арестовал Татищева, барона Таубе и привёз их в Смольный, посадил в комнату и сказал: «Я ключи достану через некоторое время». …

С похожими трудностями сталкиваются и другие наркомы. Так, нарком труда Шляпников при первом появлении в министерстве не смог заставить служащих растопить печи и показать ему кабинет министра. В министерстве социального обеспечения на работу явилось всего сорок человек, а чиновники кредитной канцелярии Госбанка сожгли свои записи.
Деятельность правительства в течение недель была целиком парализована, а наркомам пришлось заседать в 67-й комнате Смольного, а не в своих министерствах. На какое-то время телеграфным и почтовым служащим даже удалось блокировать работу Смольного, выключив телефонную связь и прекратив обработку почты.
30 октября (12 ноября) объявили забастовку служащие Министерства путей сообщения, парализовав поставки в Петроград. В первых числах ноября забастовка перекидывается на банки, почту, телеграф, аптеки. В ней принимают участие до 40 тыс. чел. (10 тыс. служащих банков, 6 тыс. почтовых служащих, 4,7 тыс. телеграфных служащих и т. д.). 8 ноября Петроградский союз типографских рабочих потребовал от большевиков отменить Декрет о печати, угрожая забастовкой. 18 ноября (1 декабря) в Москве прошёл Всероссийский продовольственный съезд, постановивший не отгружать продовольствие в Петроград.
Особенно болезненной для большевиков стала забастовка Госбанка и Государственного казначейства, окончательно парализовавшая работу нового правительства.

Вниманию всех граждан.
Государственный банк закрыт.
Почему?
Потому что насилия, чинимые большевиками над Государственным банком, не дали возможности дальше работать. Первые шаги народных комиссаров выразились в требовании 10 миллионов рублей, а 14 ноября они потребовали уже 25 миллионов без указания, на что пойдут эти деньги…
Мы, чиновники Государственного банка, не можем принять участия в разграблении народного достояния. Мы прекратили работу.
Граждане, деньги Государственного банка — это ваши народные деньги, добытые вашим трудом, потом и кровью.
Граждане, оградите народное достояние от разграбления, а нас — от насилия, и мы сейчас же встанем на работу.
Служащие Государственного банка.
На заседании Петроградского комитета РСДРП(б) 1 (14) ноября 1917 года Луначарский отметил: «Технический персонал… нас саботирует. …Мы не наладим сами ничего. Начнётся голод. Если не будут с нами те, которые саботируют, то́ есть технический аппарат, то и агитацию нашу не будут за границей читать, и мы ничего не наладим. Можно, конечно, действовать путём террора — но зачем? …В настоящий момент мы должны прежде всего завладеть всем аппаратом… Мы стали очень любить войну, как будто мы не рабочие, а солдаты, военная партия. Надо созидать, а мы ничего не делаем. Мы в партии полемизируем и будем полемизировать дальше, и останется один человек — диктатор».
Большевики организовали запись желающих занять места забастовавших чиновников. Один из журналистов описывал претендентов следующим образом:

Публика произвела на меня прямо отталкивающее впечатление. Она поражала прежде всего своей неинтеллигентностью. Здесь были какие-то беженцы из Лифляндии, солдаты, молодые девицы, нигде еще не служившие и т. д. Сразу можно было сказать, что все эти лица, желающие "мобилизоваться в чиновники", не в состоянии заменить настоящих чиновников.— Левин М. Грустное явление // Еврейская неделя. 1917. № 45-46. 12 декабря. С. 17-18.
Среди вновь принятых значительное число составили евреи. По словам Ленина (в передаче руководителя еврейского комиссариата при Наркомнаце С. М. Диманштейна) евреи, пошедшие на советскую службу, «сорвали тот генеральный саботаж, с которым мы встретились сразу после Октябрьской революции и который был нам крайне опасен», «овладеть государственным аппаратом и значительно его видоизменить нам удалось только благодаря этому резерву грамотных и более или менее толковых, трезвых новых чиновников».
17 ноября большевик В. Менжинский с помощью красногвардейцев силой заставил служащих Госбанка выдать деньги на нужды правительства. Однако, несмотря на аресты и «красногвардейскую атаку на капитал», банковская система страны фактически остановилась. В декабре забастовки госслужащих перекидываются на Москву и на провинциальные города. Паралич старой государственной машины вынуждает большевиков прислушаться к лозунгу «однородного социалистического правительства» и составить правительственную коалицию с левыми эсерами.

В течение второй половины ноября и декабря 1917 большевики силой захватывают различные государственные учреждения, вынуждая их возобновить работу. Вслед за Госбанком был таким образом занят Департамент таможенных сборов. 7 декабря 1917 года большевики организовывают ВЧК, самой первой (по хронологии) задачей которой была именно борьба с «саботажем» госслужащих.
Окончательно сопротивление старых госслужащих прекращается в январе 1918 года. 2 марта 1918 года большевики освобождают всех арестованных служащих, давших подписку «о прекращении контрреволюционного саботажа».